# Pedro Portugal
Pedro Portugal (Castelo Branco, 1963) é um pintor português.
A sua primeira exposição individual teve lugar em 1985 na Galeria Módulo. Desde então, já realizou 22 exposições individuais e participou em 34 exposições coletivas, e as suas obras estão presentes em importantes coleções públicas e privadas em Portugal, como as do Banco Espírito Santo, da Caixa Geral de Depósitos, da Fundação Luso-Americana, da Fundação de Serralves, do Ministério das Finanças, do Ministério da Cultura, do Museu de Arte Contemporânea do Funchal e da Fundação Calouste Gulbenkian, assim como na coleção privada da Rainha da Noruega.

## Biografia
Pedro Portugal frequentou um curso técnico de Construção Civil antes de enveredar pelo meio artístico, tendo frequentado o curso de pintura da Escola Superior de Belas-Artes de Lisboa, que concluiu em 1985. Em 1983, fundou, em conjunto com os seus colegas de curso Manuel João Vieira, Pedro Proença e Xana, o movimento artístico pós-paradoxológico Homeostética, caracterizado pela leitura irónica dos valores filosóficos e políticos. Posteriormente, foi membro do grupo neo-dada "Ases da Paleta" (1989) e co-fundador da "'Associação para a Investigação Etno-Estética'" (1992), que tem como objectivo o estudo dos parâmetros do gosto público em Portugal.
Entre 1993/1994 foi diretor do Centro Cultural de Lisboa, tendo sido nomeado consultor para a Coleção de Arte Contemporânea da Portugal Telecom entre 1997/2007 e membro da direção do "Movimento Para a Arte Contemporânea em Évora" entre 2000/2002. Em 2001, dirigiu a campanha eleitoral do seu colega Manuel João Vieira à Presidência da República Portuguesa, e em 2004, a convite da Presidência da República, foi comissário para a exposição "Pørtugål 30 under 40" do Museu Stenersen em Oslo.
Atualmente, colabora com a Direção-Geral da Cultura do Alentejo na comissão de acompanhamento dos projetos apoiados pela Direção-Geral das Artes (desde 2009), e é professor auxiliar convidado no Departamento de Artes Visuais da Universidade de Évora, onde se encontra a finalizar o seu doutoramento sob o tema "A Arte que É. As causas das coisas que são arte."